# Armand Călinescu
Armand Călinescu (Pitești, 4 giugno 1893 – Bucarest, 21 settembre 1939) è stato un politico ed economista rumeno, primo ministro della Romania dal 7 marzo 1939 fino alla sua uccisione per mano di membri del movimento fascista della Guardia di Ferro.

## Biografia

### Infanzia
Nacque a Pitești come figlio di Mihai Călinescu, un veterano dell'esercito rumeno, e di sua moglie Ecaterina, nata Gherasim. Mihai Călinescu era un proprietario terriero e un uomo relativamente ricco.
Călinescu frequentò la scuola secondaria e il liceo nella sua città natale alla Scuola Secondaria Ion Brătianu. Tra il 1912 e il 1918 studiò Giurisprudenza e Filosofia presso l'Università di Bucarest, prima di conseguire un PhD in Economia e Scienze politiche presso la Facoltà di Giurisprudenza ed Economia dell'Università di Parigi, con una tesi su Le change roumain. Sa dépreciation depuis la guerre et son rétablissement ("Il tasso di cambio romeno. Il suo deprezzamento dalla guerra e la sua ripresa".

### Il PȚ ed il PNȚ
Inizialmente, Călinescu intendeva entrare sulla scena politica come membro del Partito Nazionale Liberale (PNL) dominante, ma le sue opinioni sulla politica vennero respinte dal suo leader Ion I. C. Brătianu. Aderì invece al Partito Contadino (PȚ), un gruppo di opposizione in ascesa, che cadde sotto l'influenza di Ion Mihalache. Venne eletto per la prima volta nel 1926, come uno dei 38 deputati del PŢ in opposizione al secondo governo di Alexandru Averescu, e venne rieletto per più mandati consecutivi fino al 1937.
Dopo che il PȚ si fuse con il Partito Nazionale Rumeno per creare il Partito Nazionale Contadino (PNȚ), si schierò nell'ala sinistra del gruppo, insieme a Mihai Ralea, Ernest Ene, Mihail Ghelmegeanu, Petre Andrei e Nicolae L. Lupu. Era il segretario locale del PNȚ per la contea di Argeș e, quando il partito salì al potere con il governo di Iuliu Maniu nel 1928, prestò servizio come prefetto di Argeș prima di essere nominato Segretario generale del Ministero dell'Agricoltura da Mihalache (che era ministro titolare). Nel 1930 venne nominato sottosegretario di Stato nel Ministero degli interni guidato da Alexandru Vaida-Voevod.
In quest'ultima veste, Călinescu supervisionò le azioni contro il Partito Comunista illegale: ordinò alle truppe di eseguire arresti di sospetti agitatori dopo lo sciopero dei minatori a Lupeni, e ordinò alle truppe di aprire il fuoco sui manifestanti durante lo sciopero di Grivița del 1933.
La sua altrettanto ferma opposizione alla rapida ascesa della Guardia di Ferro fascista (i legionari, un gruppo che aiutò a mettere fuori legge nel gennaio 1931), contribuì alla caduta del governo Vaida-Voevod del 1933 di cui Călinescu era membro. Il capo della Guardia, Corneliu Zelea Codreanu, aveva già dato risposte intimidatorie alla stampa di estrema destra.
In opposizione al governo di Gheorghe Tătărescu, Călinescu mise in guardia contro la posizione tollerante di quest'ultimo nei confronti dei legionari, soprattutto dopo l'assassinio di Ion G. Duca nel dicembre 1933 e la profanazione della sua targa commemorativa nel 1936 ("La Guardia di Ferro non è un movimento [d'] opinione, ma piuttosto un'associazione di assassini e turpi profanatori di tombe").

### Primo ministro
Fedele alleato della Francia e del Regno Unito e risoluto avversario del movimento della Guardia di Ferro in Romania, Călinescu sostenne anche re Carlo II per contrastare il successo della Guardia di Ferro; affrontò per la prima volta la leadership del PNȚ durante le elezioni del 1937, dopo aver firmato un accordo elettorale con la Guardia di Ferro. Alla fine, sfidò il suo partito diventando ministro degli Interni dopo il dicembre di quell'anno, nel governo di breve durata di Octavian Goga formato dai nazionali cristiani, venendo immediatamente espulso dal PNȚ.
Iniziò a prepararsi per il confronto con la Guardia di Ferro. Durante l'organizzazione delle elezioni anticipate del marzo 1938, prese provvedimenti per limitare la macchina di propaganda della Guardia e chiuse tutta la stampa legata alla Guardia, provocando violenti scontri tra il movimento e i rappresentanti delle autorità statali.
Călinescu rimase in carica durante la dittatura reale stabilita da re Carlo nel 1937, prestando servizio come vice-premier sotto Miron Cristea. Secondo lo storico Joseph Rothschild, era in realtà il vero potere nel governo. Fu anche un membro fondatore del Fronte del Rinascimento Nazionale (FRN), creato come unico partito legale nel dicembre 1938, ed era generalmente visto come molto vicino a Carlo. Ben presto venne coinvolto in una virulenta disputa con lo storico Nicolae Iorga, quando quest'ultimo lanciò aspre critiche riguardo all'iniziativa di Carlo del gennaio 1939 di vestire in uniforme sezioni della società, compresi i membri dell'Accademia rumena, in varie uniformi (una misura sostenuta da Călinescu); Iorga osservò con ironia: "Sono pronto ad indossare l'uniforme del FRN, ma permettetemi di indossare un elmo con lancia sulla mia testa, su cui posizionare cioè impalare il Ministro dell'Interno". Alla fine (nel maggio dello stesso anno), Iorga cedette alle richieste e divenne un sostenitore del regime.
A maggio, dopo aver assistito al risultato della pressione tedesca sull'Austria (vedi Anschluss), Călinescu decapitò la Guardia ordinando l'arresto dei suoi capi, a cominciare da Codreanu, così come molti dei suoi membri e simpatizzanti (tra cui Nae Ionescu e Mircea Eliade). Codreanu ed altri leader (probabilmente fino a 300 persone) vennero conseguentemente uccisi in custodia; apparentemente perché vennero "uccisi mentre cercavano di fuggire". Altri legionari vennero costretti a firmare "dichiarazioni di dissociazione". Molti altri capi della Guardia, tra cui Horia Sima, fuggirono in varie località della Germania.
Il 7 marzo 1939, dopo brevi periodi come ministro della Salute e ministro dell'Istruzione, alla sua morte sostituì Cristea come premier, essendo considerato "l'uomo d'acciaio" in grado d'impedire l'ascesa politica della Guardia di Ferro e di tenere la Romania fuori dal campo bellico filo-tedesco (il soprannome "L'uomo d'acciaio" probabilmente ebbe origine, sotto la forma l'homme d'acier, in saggi scritti dai giornalisti francesi Jérôme e Jean Tharaud su argomenti rumeni). Tuttavia, era stato primo ministro a tutti gli effetti da febbraio, quando gli vennero concessi ampi poteri in seguito alla malattia di Cristea. Călinescu fu anche ministro degli Interni e ministro della Difesa. Nel settembre di quell'anno, dopo l'invasione della Polonia, alcuni membri della Guardia di Ferro asserirono che Călinescu e il re Carlo avevano pianificato con i servizi d'intelligence britannici di far saltare in aria i giacimenti petroliferi di Prahova, impedendo alla Germania di prenderne il controllo e di utilizzarli. Armand Călinescu permise al governo polacco in esilio e ai civili di rifugiarsi in Romania e ordinò l'invio di treni rumeni in Polonia per evacuare i tesori nazionali polacchi, che vennero inviati in Inghilterra dal porto rumeno di Constanța, un'azione che fece arrabbiare molto il Terzo Reich con il governo rumeno.

### L'assassinio
Călinescu venne assassinato il 21 settembre 1939 a Bucarest da membri della Guardia di Ferro sotto la guida diretta di Sima. Questo fu l'ultimo di numerosi tentativi di assassinio, compreso un attacco all'Ateneo rumeno e il bombardamento di un ponte sul fiume Dâmbovița, entrambi sventati dalla polizia.
Sembra che l'azione sia stata eseguita con l'approvazione e l'assistenza tedesca.

## Eredità
La stragrande maggioranza delle fonti che hanno reagito agli eventi ha fatto ampio riferimento al sostegno tedesco per gli assassini di Călinescu, ad eccezione dei media tedeschi. Fonti tedesche affermarono che le forze politiche polacche e britanniche avevano sostenuto l'assassinio come mezzo per fare pressione sulla Romania affinché abbandonasse la sua neutralità, una versione che venne sostenuta, tra gli altri, da Hans Fritzsche.
Una repressione ancora più severa della Guardia di Ferro seguì sotto la guida provvisoria di Gheorghe Argeșanu e venne inaugurata dall'immediata esecuzione degli assassini e dall'esposizione pubblica dei loro corpi sul luogo dell'omicidio per giorni e giorni. Sul posto venne apposto un cartello con la scritta De acum înainte, aceasta va fi soarta trădătorilor de țară ("D'ora in poi, questo sarà il destino di coloro che tradiscono la patria") e gli studenti di diverse scuole secondarie di Bucarest dovevano visitare il sito (sulla base della convinzione che li avrebbe dissuasi dall'affiliarsi alla Guardia). Vennero ordinate esecuzioni di noti attivisti della Guardia di Ferro in vari luoghi del paese (alcuni vennero impiccati su pali telegrafici, mentre un gruppo di legionari venne fucilato davanti alla statua di Ion G. Duca a Ploiești); in tutto, 253 attivisti vennero uccisi senza processo. A Călinescu successe Marinescu come ministro degli Interni e Ioan Ilcuș come ministro della Difesa.
Un anno dopo, sotto lo Stato Nazionale Legionario (governo della Guardia di Ferro), Marinescu e Argeșanu, insieme ad altri politici, vennero giustiziati nella prigione di Jilava (settembre 1940); fu anche in quel periodo che venne fatta saltare con la dinamite la cripta della famiglia Călinescu a Curtea de Argeș e un suo busto in bronzo che attendeva di essere scoperto venne incatenato e trascinato per le strade di Pitești. La moglie di Călinescu, Adela, fu tenuta a consegnare tutti i documenti personali del marito e, in una lettera al Conducător Ion Antonescu, affermò di essere stata ripetutamente molestata da agenti della Siguranța Statului.